# Grafton Elliot Smith

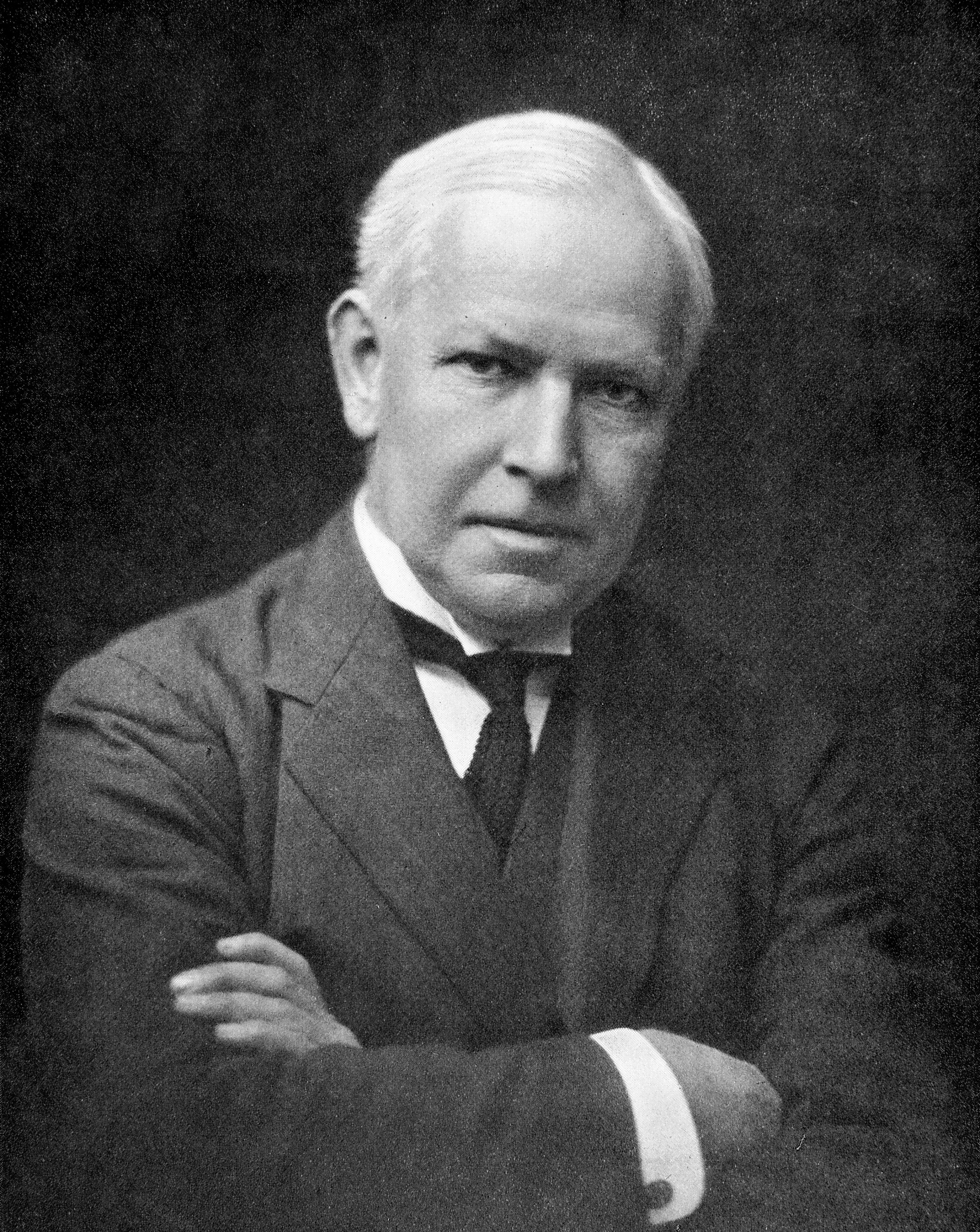
Grafton Elliot Smith

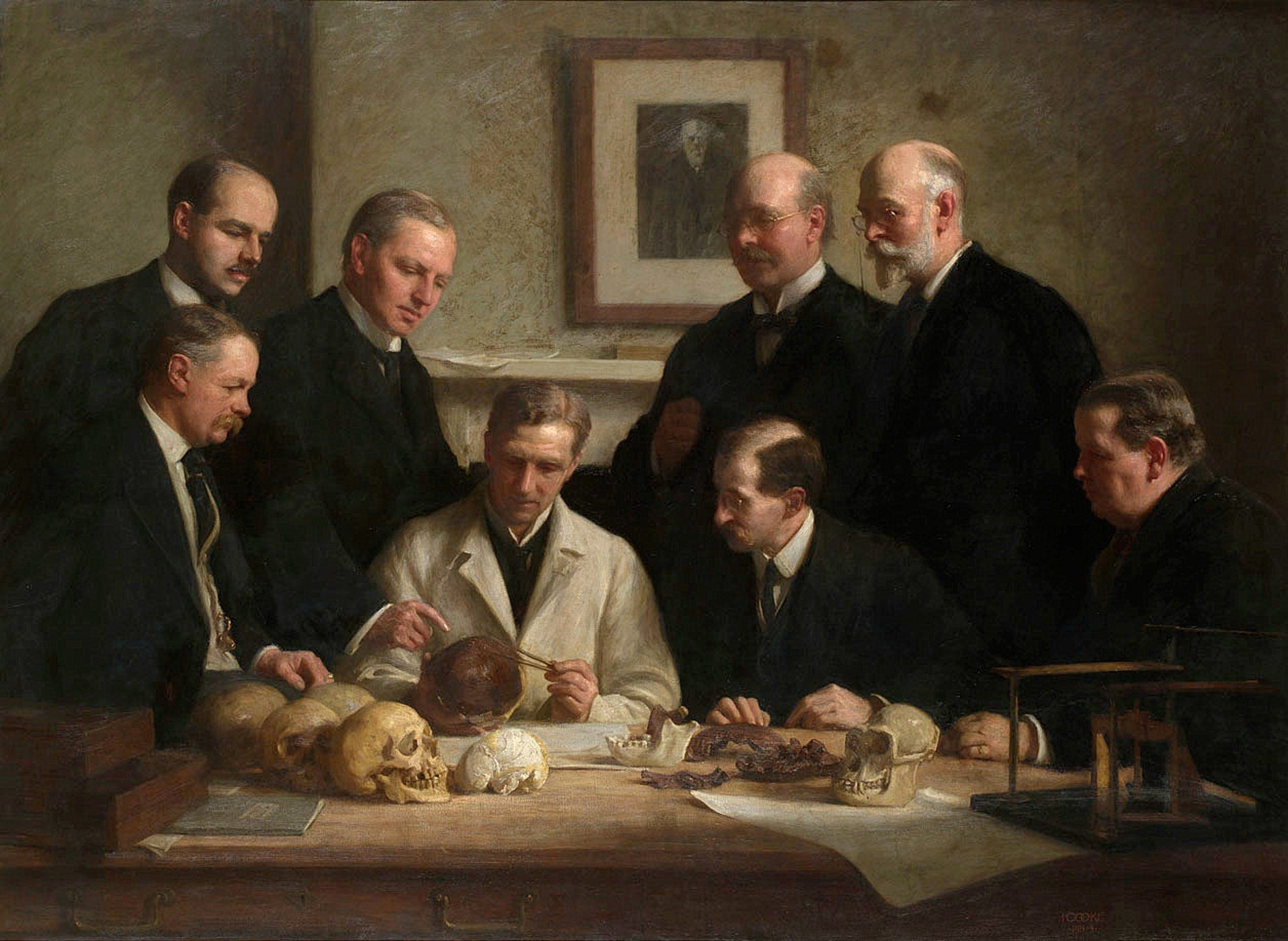
Grafton Elliot Smith (dritter von links) mit Forscherkollegen und Fragmenten des sogenannten Piltdown-Menschen (um 1910)

Grafton Elliot Smith (* 15. August 1871 in Grafton, New South Wales; † 1. Januar 1937 in London) war ein australischer Anatom, Anthropologe und Ägyptologe.

## Leben
Smith war von 1900 bis 1909 Professor für Anatomie in Kairo, 1909 bis 1919 Professor für Anatomie an der Universität Manchester und von 1919 bis 1937 am University College London.
Er vertrat zusammen mit William James Perry (1887–1949) einen heliozentrischen Diffusionismus, der das alte Ägypten als Wiege der menschlichen Kultur identifizierte.
Smith war seit 1907 Mitglied der Royal Society, von der ihm 1912 die Royal Medal verliehen wurde. 1934 wurde er zum Ehrenmitglied (Honorary Fellow) der Royal Society of Edinburgh gewählt.

## Schriften
- 1901: The Natural Subdivision of the Cerebral Hemisphere.
- 1902: The Primary Subdivisions of the Mammalian Cerebellum.
- 1911: The Ancient Egyptians and the origin of Civilization. London / New York, Harper & Brother.
- 1912: Catalogue of the Royal Mummies in the Museum of Cairo. Kairo.
- 1916: On the Significance of the geographical distribution of Mummification - a study of the migrations of peoples and the spread of certain customs and beliefs.
- 1917: Shell Shock and Its Lessons. (zusammen mit Tom Hatherley Pear; Neuausgabe: Kessinger Publishing, 21. Februar 2008; ISBN 978-0-548-90013-0).
- 1919: The Evolution of the Dragon.
- 1923: Tutankhamen and the Discovery of his Tomb.
- 1924: Evolution of Man: Essays. 2. Auflage. 1927.
- 1930: Human History.
- 1933: The Diffusion of Culture. London, Watts.